# Europamästerskapet i basket för damer 1991
Europamästerskapet i basket för damer 1991 spelades i Tel Aviv i Israel och var den 23:e EM-basketturneringen som avgjordes för damer. Turneringen spelades mellan den 12 och 17 juni 1991 och totalt deltog åtta lag i turneringen där Sovjetunionen blev Europamästare före Jugoslavien och Ungern, det var Sovjetunionens 21:a EM-guld.

## Kvalificerade länder
| - Israel (som arrangör) - Bulgarien - Italien - Jugoslavien | - Polen - Sovjetunionen - Tjeckoslovakien - Ungern |

## Gruppspelet

### Spelsystem
De åtta lagen som var med i EM var indelade i två grupper med fyra lag i vardera. Alla lagen mötte alla en gång i sin grupp innan de två bästa lagen i varje grupp gick vidare till semifinalspel, medan de två sämsta laget i varje grupp spelade om plats fem till åtta. Seger i en match gav två poäng och förlust gav en poäng.
|  | Laget spelade om plats 1-4 |
|  | Laget spelade om plats 5-8 |

### Grupp A
| Plats                                                            | Nation          | Spelade | Vinster | Förluster | Mål       | Målskillnad | Poäng |
| ---------------------------------------------------------------- | --------------- | ------- | ------- | --------- | --------- | ----------- | ----- |
| 1                                                                | Ungern          | 3       | 2       | 1         | 211 – 217 | -6          | 5     |
| 2                                                                | Bulgarien       | 3       | 2       | 1         | 203 – 198 | +5          | 5     |
| 3                                                                | Israel          | 3       | 1       | 2         | 209 – 229 | -20         | 4     |
| 4                                                                | Tjeckoslovakien | 3       | 1       | 2         | 247 – 226 | +21         | 4     |
| Inbördes möten avgör placering när två lag hamnar på samma poäng |                 |         |         |           |           |             |       |

| 12 juni 1991 kl 16:30 (CET) | Bulgarien | 64 – 76 (25-36) Rapport | Ungern | Tel Aviv |
| 12 juni 1991 kl 16:30 (CET) |           |                         |        | Tel Aviv |

| 12 juni 1991 kl 21:30 (CET) | Israel | 91 – 90 (50-43) Rapport | Tjeckoslovakien | Tel Aviv |
| 12 juni 1991 kl 21:30 (CET) |        |                         |                 | Tel Aviv |

| 13 juni 1991 kl 19:00 (CET) | Tjeckoslovakien | 66 – 74 (36-37) Rapport | Bulgarien | Tel Aviv |
| 13 juni 1991 kl 19:00 (CET) |                 |                         |           | Tel Aviv |

| 13 juni 1991 kl 21:00 (CET) | Israel | 62 – 74 (32-45) Rapport | Ungern | Tel Aviv |
| 13 juni 1991 kl 21:00 (CET) |        |                         |        | Tel Aviv |

| 14 juni 1991 kl 12:30 (CET) | Tjeckoslovakien | 91 – 61 (39-29) Rapport | Ungern | Tel Aviv |
| 14 juni 1991 kl 12:30 (CET) |                 |                         |        | Tel Aviv |

| 14 juni 1991 kl 17:00 (CET) | Israel | 56 – 65 (36-29) Rapport | Bulgarien | Tel Aviv |
| 14 juni 1991 kl 17:00 (CET) |        |                         |           | Tel Aviv |

### Grupp B
| Plats | Nation      | Spelade | Vinster | Förluster | Mål       | Målskillnad | Poäng |
| ----- | ----------- | ------- | ------- | --------- | --------- | ----------- | ----- |
| 1     | Jugoslavien | 3       | 3       | 0         | 258 – 197 | +61         | 6     |
| 2     | Sovjet      | 3       | 2       | 1         | 237 – 196 | +41         | 5     |
| 5     | Italien     | 3       | 1       | 2         | 196 – 206 | -10         | 4     |
| 6     | Polen       | 3       | 0       | 3         | 169 – 261 | -92         | 3     |

| 12 juni 1991 kl 14:30 (CET) | Sovjet | 91 – 56 (48-29) Rapport | Polen | Tel Aviv |
| 12 juni 1991 kl 14:30 (CET) |        |                         |       | Tel Aviv |

| 12 juni 1991 kl 18:30 (CET) | Italien | 61 – 83 (29-42) Rapport | Jugoslavien | Tel Aviv |
| 12 juni 1991 kl 18:30 (CET) |         |                         |             | Tel Aviv |

| 13 juni 1991 kl 15:00 (CET) | Polen | 51 – 70 (22-33) Rapport | Italien | Tel Aviv |
| 13 juni 1991 kl 15:00 (CET) |       |                         |         | Tel Aviv |

| 13 juni 1991 kl 17:00 (CET) | Sovjet | 74 – 75 (27-35) Rapport | Jugoslavien | Tel Aviv |
| 13 juni 1991 kl 17:00 (CET) |        |                         |             | Tel Aviv |

| 14 juni 1991 kl 10:30 (CET) | Jugoslavien | 100 – 62 (54-38) Rapport | Polen | Tel Aviv |
| 14 juni 1991 kl 10:30 (CET) |             |                          |       | Tel Aviv |

| 14 juni 1991 kl 15:00 (CET) | Sovjet | 72 – 65 (37-39) Rapport | Italien | Tel Aviv |
| 14 juni 1991 kl 15:00 (CET) |        |                         |         | Tel Aviv |

## Placeringsmatcher

### Match om 5:e - 8:e plats
| 16 juni 1991 kl 15:00 (CET) | Italien | 57 – 58 (31-24) Rapport | Tjeckoslovakien | Tel Aviv |
| 16 juni 1991 kl 15:00 (CET) |         |                         |                 | Tel Aviv |

| 16 juni 1991 kl 19:00 (CET) | Polen | 80 – 69 (42-31) Rapport | Israel | Tel Aviv |
| 16 juni 1991 kl 19:00 (CET) |       |                         |        | Tel Aviv |

### Match om 7:e plats
| 17 juni 1991 kl 15:00 (CET) | Italien | 78 – 65 (36-42) Rapport | Israel | Tel Aviv |
| 17 juni 1991 kl 15:00 (CET) |         |                         |        | Tel Aviv |

### Match om 5:e plats
| 17 juni 1991 kl 17:00 (CET) | Tjeckoslovakien | 67 – 46 (33-28) Rapport | Polen | Tel Aviv |
| 17 juni 1991 kl 17:00 (CET) |                 |                         |       | Tel Aviv |

## Slutspelet

### Semifinaler
| 16 juni 1991 kl 17:00 (CET) | Jugoslavien | 79 – 56 (39-31) Rapport | Bulgarien | Tel Aviv |
| 16 juni 1991 kl 17:00 (CET) |             |                         |           | Tel Aviv |

| 16 juni 1991 kl 21:00 (CET) | Sovjet | 93 – 80 (42-42) Rapport | Ungern | Tel Aviv |
| 16 juni 1991 kl 21:00 (CET) |        |                         |        | Tel Aviv |

### Bronsmatch
| 17 juni 1991 kl 19:00 (CET) | Ungern | 65 – 61 (32-27) Rapport | Bulgarien | Tel Aviv |
| 17 juni 1991 kl 19:00 (CET) |        |                         |           | Tel Aviv |

### Final
| 17 juni 1991 kl 21:00 (CET) | Sovjet | 97 – 84 (39-53) Rapport | Jugoslavien | Tel Aviv |
| 17 juni 1991 kl 21:00 (CET) |        |                         |             | Tel Aviv |

| Europamästare: Sovjets 21:a EM-titel |

## Slutplaceringar
| 1 | Sovjet          |
| 2 | Jugoslavien     |
| 3 | Ungern          |
| 4 | Bulgarien       |
| 5 | Tjeckoslovakien |
| 6 | Polen           |
| 7 | Italien         |
| 8 | Israel          |